# Club Esportiu Benavent
El Club Esportiu Benavent (CE Benavent) és un club de futbol català de la població de Benavent de Segrià, fundat el 2011. Va crear-se un any després de la desaparició de Futbol Club Benavent per un grup de joves de la població de Benavent de Segrià i començà a jugar en competició l'any 2011 a quarta catalana. L'any 2016 ascendeix a tercera catalana. La temporada 2020-2021 el club va decidir no jugar a causa de la pandèmia del SARS-CoV-2. Aquesta decisió provocà que l'equip descendís a quarta catalana.

## Temporades
- 2024-2025: Quarta catalana (G27) ?è[3][a]
- 2023-2024: Quarta catalana (G26) 4è[4]
- 2022-2023: Quarta catalana (G21) 13è[5]
- 2021-2022: Quarta catalana (G21) 4è[6]
- 2020-2021: Tercera catalana (G14) 17è [b]
- 2019-2020: Tercera catalana (G13) 4è [c]
- 2018-2019: Tercera catalana (G13) 7è[9]
- 2017-2028: Tercera catalana (G13) 11è[10]
- 2016-2017: Tercera catalana (G13) 10è[11]
- 2015-2016: Quarta catalana (G21) 3è[12]
- 2014-2015: Quarta catalana (G21) 7è
- 2013-2014: Quarta catalana (G21) 9è
- 2012-2013: Quarta catalana (G21) 7è
- 2011-2012: Quarta catalana (G21) 15è